# Falsanoplistes guerryi
Falsanoplistes guerryi là một loài bọ cánh cứng trong họ Cerambycidae.